# Hemicrambe
Hemicrambe é um género botânico pertencente à família Brassicaceae.